# Penny Taylor
Penny Taylor, född den 24 maj 1981 i Melbourne, Australien, är en australisk basketspelare som tog tog OS-silver 2008 i Peking. Detta var tredje gången i rad Australien tog silver vid de olympiska baskettävlingarna. Taylor var även med i Aten tog OS-silver 2004. Hon har spelat flera säsonger i Phoenix Mercury (2004–2007, 2009–2011, 2013-2014, 2016-)